# Sierra La Guasasa
La sierra La Guasasa est une montagne dans le prolongement oriental de la sierra de los Órganos dans la cordillère de Guaniguanico au nord de la vallée de Viñales dans la province de Pinar del Río à Cuba.

## Toponymie
La sierra La Guasasa est aussi appelée sierra la Chorrera ou Loma la Chorrera.
La Guasasa est un hameau au nord de Viñales. Le nom de Guasasa est celui aussi de la vallée située entre la Mogote del Valle et la sierra de los Órganos.

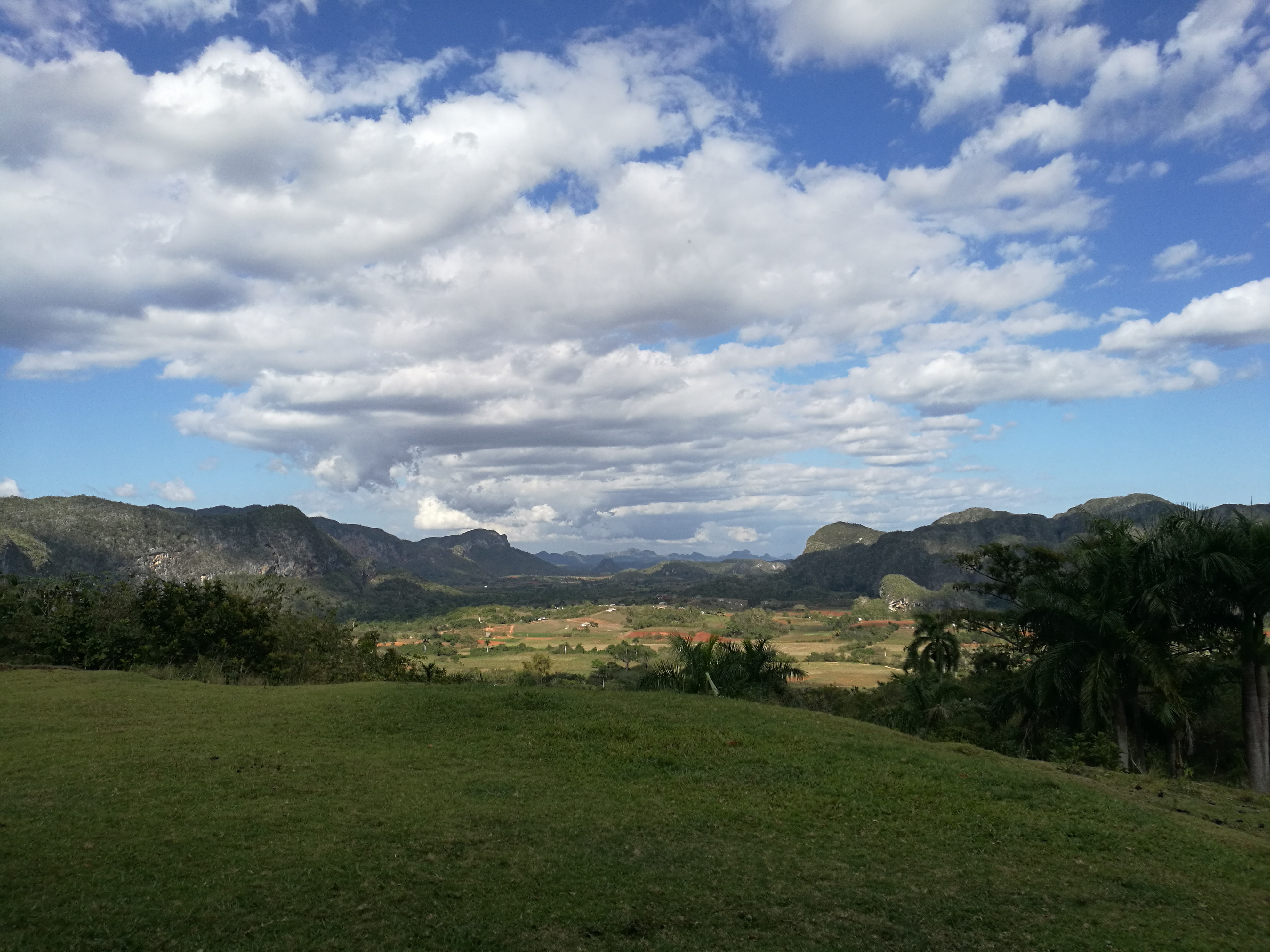
Vue de la vallée de la Guasasa

## Protection environnementale
Le site fait partie du parc national de Viñales, classé au Patrimoine mondial depuis 1999.